# Herbert Wahlen
Herbert Wahlen (* 24. August 1904 in Düsseldorf; † August 1945 in Kaunas, Litauische SSR in sowjetischer Kriegsgefangenschaft) war ein deutscher Theaterintendant, Regisseur und Schauspieler.

## Leben
Herbert Wahlen wuchs als Sohn eines höheren Postbeamten in Düsseldorf auf und legte dort 1925 seine Schauspielprüfung ab. Seine Lehrerin und Mentorin war Louise Dumont. Am Düsseldorfer Theater lernte er auch seine spätere Ehefrau Hilda Wahlen (geb. Brinkmann, 1903–1956) kennen, die eine Ausbildung zur Tanzpädagogin absolvierte. Das Paar heiratete 1932 und hatte vier Kinder: die 1934 erstgeborene Tochter Karin, die nach dem Krieg ebenfalls Schauspiel studierte (Mutter von Nicole C. Karafyllis), und drei Söhne, die zwischen 1936 und 1942 geboren wurden.
Von Anfang an interessierte sich Herbert Wahlen für das Regie-Fach, das den Kern seiner Theaterkarriere bildete. Nach Stationen unter anderem am Stadttheater Hagen war er in den Spielzeiten 1929/30 und 1930/31 Oberspielleiter des Schauspiels am Vereinigten Stadttheater Gladbach-Rheydt unter Intendant Paul Legband. Nach weiteren Stationen – unter anderem mit Marianne Hoppe am Neuen Theater in Frankfurt am Main, dem Arthur Hellmer vorstand –, holte Legband Wahlen 1935 als stellvertretenden Intendanten und Oberspielleiter an das Stadttheater Altona (nach der Eingemeindung Altonas: „Deutsches Volkstheater Hamburg“), wo er zwei Spielzeiten blieb. Im Sommer 1937 wechselte er als Oberspielleiter an die Städtischen Bühnen in Frankfurt am Main unter Generalintendant Hans Meissner.
Seine letzte berufliche Station war Ostpreußen, wo Wahlen bis zum Intendanten aufstieg. Ab der Spielzeit 1940/41 wirkte er als Schauspieldirektor am Neuen Schauspielhaus der Städtischen Bühnen Königsberg, verpflichtet durch Oberbürgermeister Hellmuth Will. „Sein Wechsel nach Königsberg wurde im allgemeinen sehr bedauert.“ Aus dem Frankfurter Ensemble holte er unter anderem Antje Ruge und Martin Flörchinger nach Königsberg, die später in der DDR berühmt wurden. Als Dramaturg arbeitete an Wahlens Seite Karl Pempelfort bis zu dessen Einberufung 1942. Im Jahr 1943 bis zur reichsweiten Schließung der Theater im Sommer 1944 hatte Wahlen die Intendanz der gesamten Städtischen Bühnen in Königsberg inne. Sie gehörten zu den größten Deutschlands und waren insbesondere für den damals sogenannten Ostraum einflussreich, inklusive der Bespielung der Theater in den ab Sommer 1941 von der deutschen Wehrmacht besetzten Gebieten Polens und Weißrusslands.
Im Herbst 1944 wurde Wahlen zur Wehrmacht eingezogen. Er geriet zum Kriegsende in sowjetische Gefangenschaft und starb im August 1945 im vierzigsten Lebensjahr im sowjetischen Kriegsgefangenenlager in Kowno bzw. Kaunas im heutigen Litauen. Auf dem zugehörigen Friedhof liegt er in einem Massengrab begraben; seit 2009 ist sein Name neben anderen auf einem Gedenkstein eingraviert. Bis weit in die 1950er Jahre galt Wahlen in der deutschen Theaterszene als verschollen, auf eine Rückkehr aus der Kriegsgefangenschaft wurde vergeblich gehofft.

## Leistungen
Herbert Wahlen galt bis zu seinem frühen Tod als einflussreiche Figur in der deutschen Theaterlandschaft und war an der Hochschule für Theater in Frankfurt am Main auch in der Ausbildung von Schauspielschülern tätig. Eine nähere Bekanntschaft verband ihn mit Heinrich George. Immer wieder stand er in kleineren Rollen selbst auf der Bühne, bevorzugt in Komödien und Lustspielen. Was bezüglich der Inszenierung von Stücken seinerzeit explizit als Leistung galt, ist vor dem historischen Zeithintergrund zu betrachten und bedarf noch der theaterwissenschaftlichen Analyse. Wahlen war unter anderem bekannt für mehrere Erst- und Uraufführungen des spanischen Barockdichters Lope de Vega in Frankfurt am Main und Königsberg. Auch seine Neuinszenierung des Faust (I. Teil) zur Eröffnung der Spielzeit 1942/43 in Königsberg stieß deutschlandweit auf positives Presseecho (mit Otto Michael Bruckner als Faust, Willi Molthoff als Mephisto, Antje Ruge als Gretchen, Hilde Willer als Marthe, Max Weber als Wagner).
Das lange unbekannte Todesdatum (der genaue Todestag bleibt weiterhin unklar) und die vergleichsweise schlechte Quellenlage zu den Städtischen Bühnen in Königsberg für die 1940er Jahre führte dazu, dass Herbert Wahlen in zahlreichen biografischen und theatergeschichtlichen Standardwerken bis heute nicht auftaucht.

## Werke
- Herbert Wahlen: Schillers' deutsche Sendung: eine Schillerwoche im Ruhrgebiet. Festschrift der Vereinigten Stadttheater Duisburg-Hamborn, (Leipzig: Beck) 1934, 36 Seiten